# Palazzo della cultura (Messina)
Il palazzo della cultura di Messina, inaugurato al pubblico come Palacultura  “Antonello da Messina”,  il 12 febbraio 2010, è un centro polifunzionale situato presso il nº 343 del Viale Boccetta a Messina;
Per abbreviazione denominato PalaAntonello, questo complesso architettonico occupa l’intero isolato 373 del P.R. di Messina e si pone di fronte all'ingresso laterale della chiesa di San Francesco all'Immacolata, all'angolo tra il viale Boccetta e la via XXIV Maggio e a ridosso del declivio antecedente le antiche mura fortificate di Rocca Guelfonia.

## Storia
Il concorso di progettazione del 1975 che diede alla luce al progetto poi definitivo dell’ingegner Aldo D’Amore e dell'architetto Fabio Basile, viene vinto in collaborazione con gli architetti Gaspare De Fiore e Mario Manganaro. Il ritrovamento di alcune tombe di epoca romana, durante gli scavi iniziali di sbancamento nel 1982, determinò il fermo dei cantieri e dopo varie vicissitudini la costruzione dell’opera riprese e si concluse ben 27 anni dopo; Il cantiere dopo il ritrovamento dei reperti riaprì nel febbraio del 1983, ma quando ancora si era in fase di realizzazione delle palificate, si ebbe una nuova sospensione nel 1985 per il necessario consolidamento di un'adiacente scalinata, questi lavori furono completati solo nel 1993, nel frattempo il Comune di Messina aveva provveduto ad adeguare il progetto, ormai vetusto, alle nuove normative (di sicurezza, sui parcheggi e quant'altro) ponendo in essere anche una variante del progetto, presentata nel 1999, che ha previsto l'ampliamento dell'intera struttura completata nel 2009.

## Caratteristiche
Il Palacultura è sede della GAAM (Galleria d’Arte Moderna e contemporanea di Messina), di alcuni uffici comunali appartenenti agli assessorati alla cultura e allo sport, di diversi settori operativi e di coordinamento della Polizia Municipale (Distretto Nord, Viabilità, Pronto Intervento, Organizzativo), della biblioteca civica "Tommaso Cannizzaro", di diverse sale espositive e congressuali, di un auditorium all'aperto, di un teatro con 4 platee e 850 posti e di un parco macchine destinato alle forze dell’ordine e al pronto intervento comunale.
L’intero edificato è divisibile in tre volumi principali: il più caratterizzante dei tre ed il più alto, di colore rosa salmone, riducibile ad una piramide a base quadrangolare, tronca e rovesciata, viene destinato agli uffici comunali; un secondo volume alla base ospita le sale espositive e il teatro e sostiene un terzo volume, posto in altezza tra i primi due, in cui viene realizzato un auditorium all'aria aperta
La struttura a piramide rovesciata è stata ottenuta sfruttando le notevoli flessibilità che offrono materiali quali il cemento e l'acciaio, ovviamente tenendo conto che Messina è zona sismica di 1ª categoria.

## Critiche
Nel gennaio 2009, con un articolo apparso sul settimanale "Centonove", lo storico dell'arte Luigi Giacobbe notò una notevole somiglianza dell'opera col Municipio di Boston, ipotizzando addirittura una copia dei progettisti messinesi.L'aspetto curioso della vicenda è il fatto che il municipio di Boston è datato 1969 e rischia di essere demolito dopo quarant'anni di vita.

## Galleria d'immagini

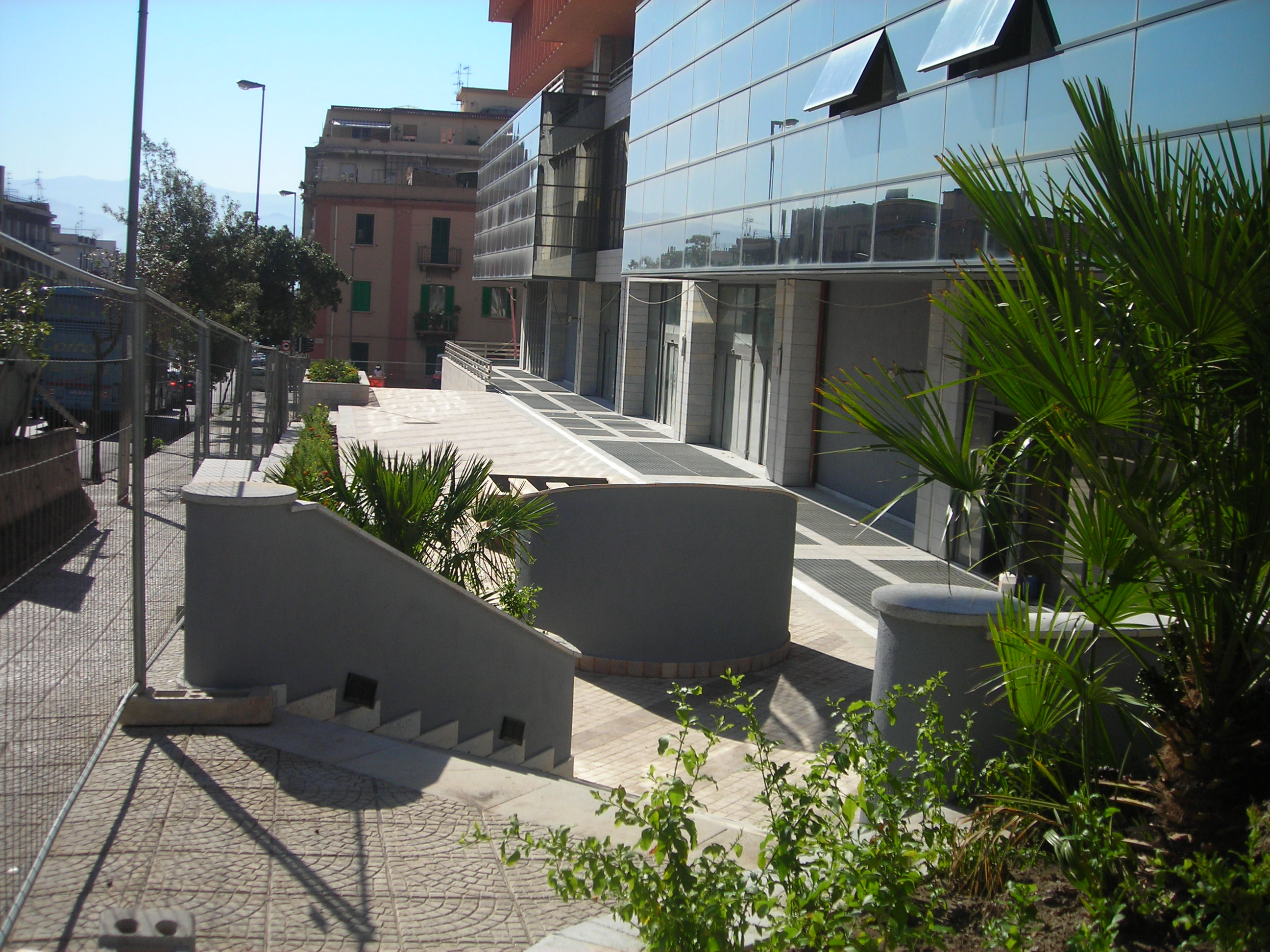
L'esterno
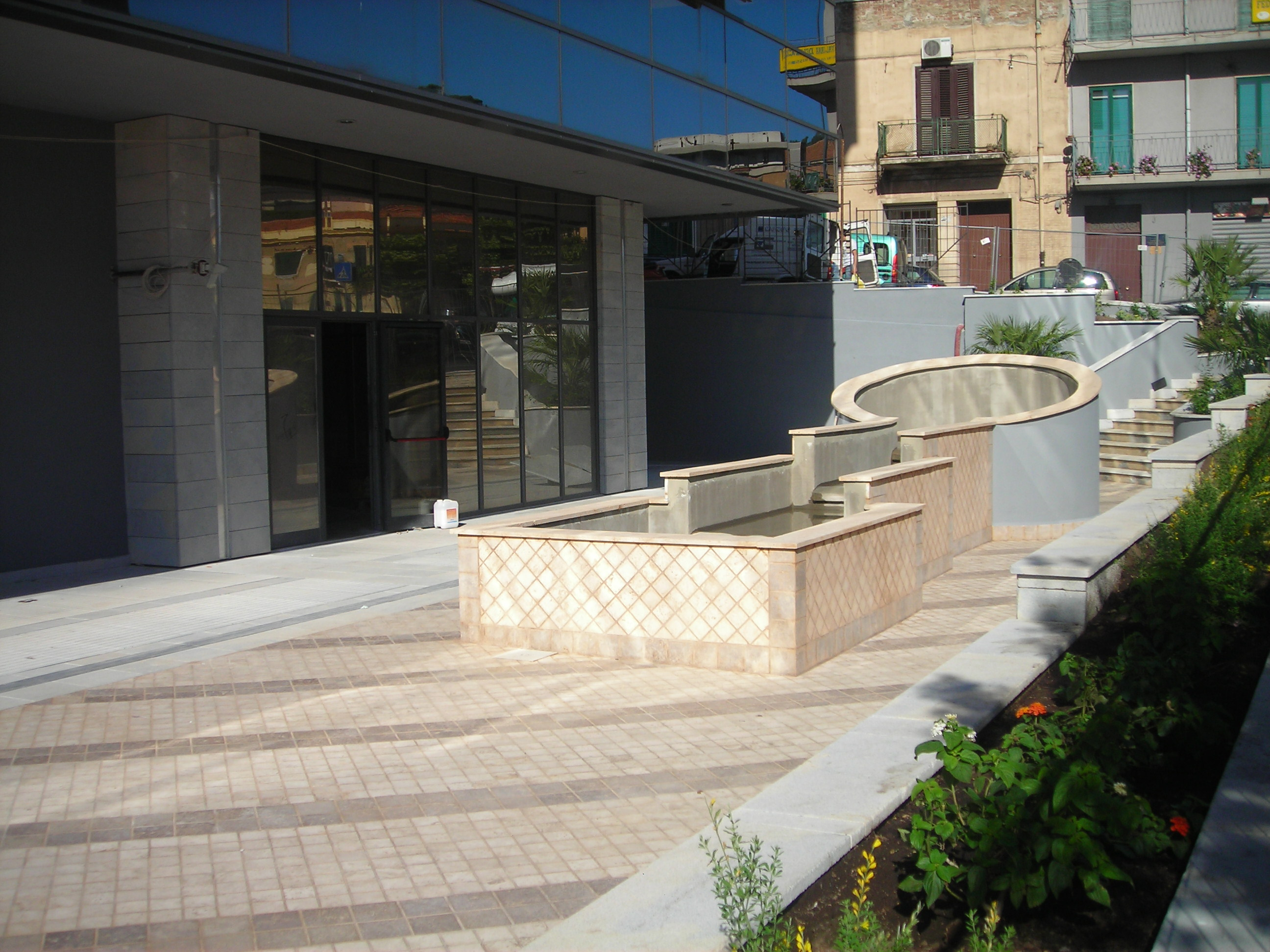
La fontana
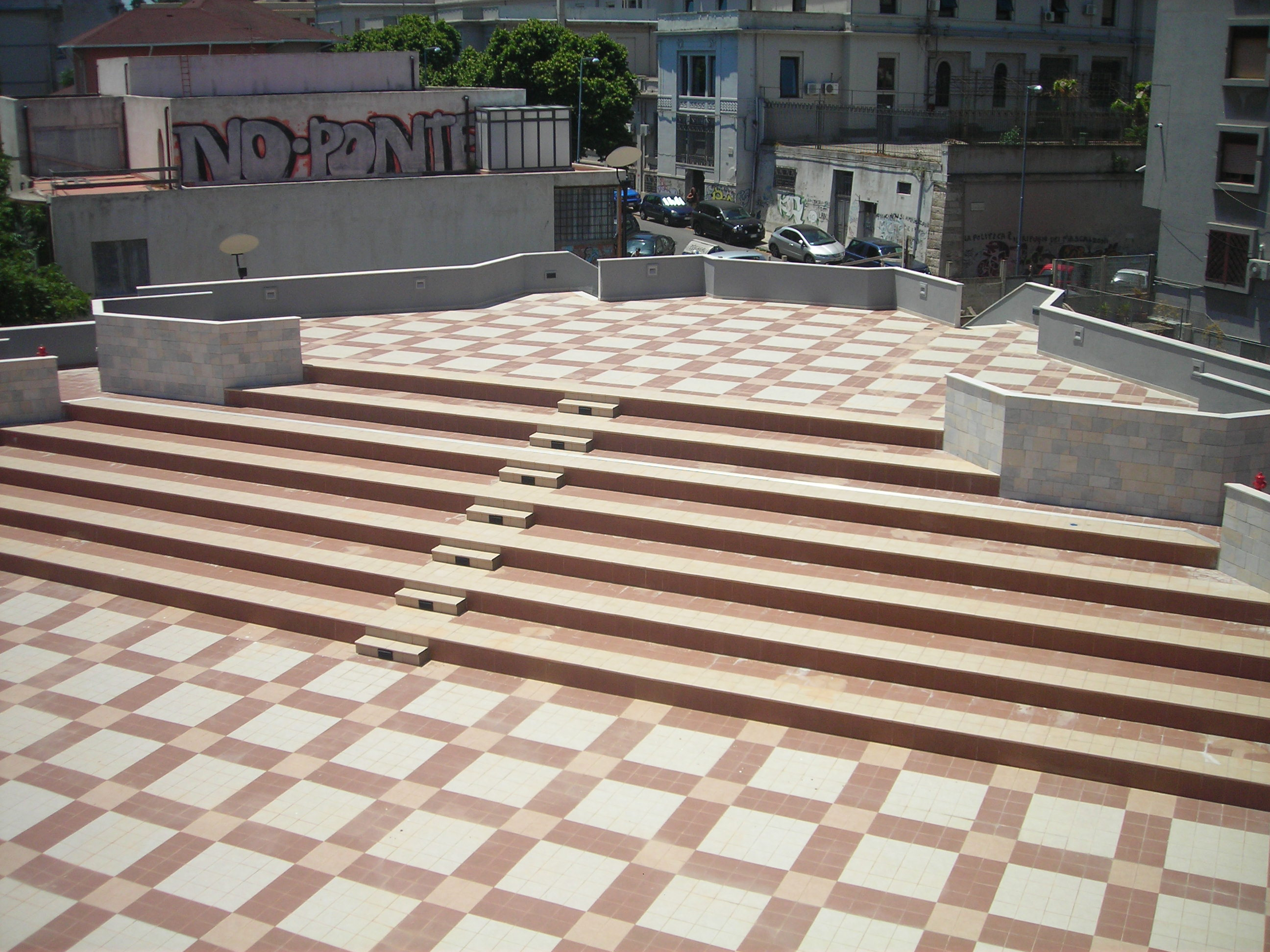
Il palco sul terrazzo
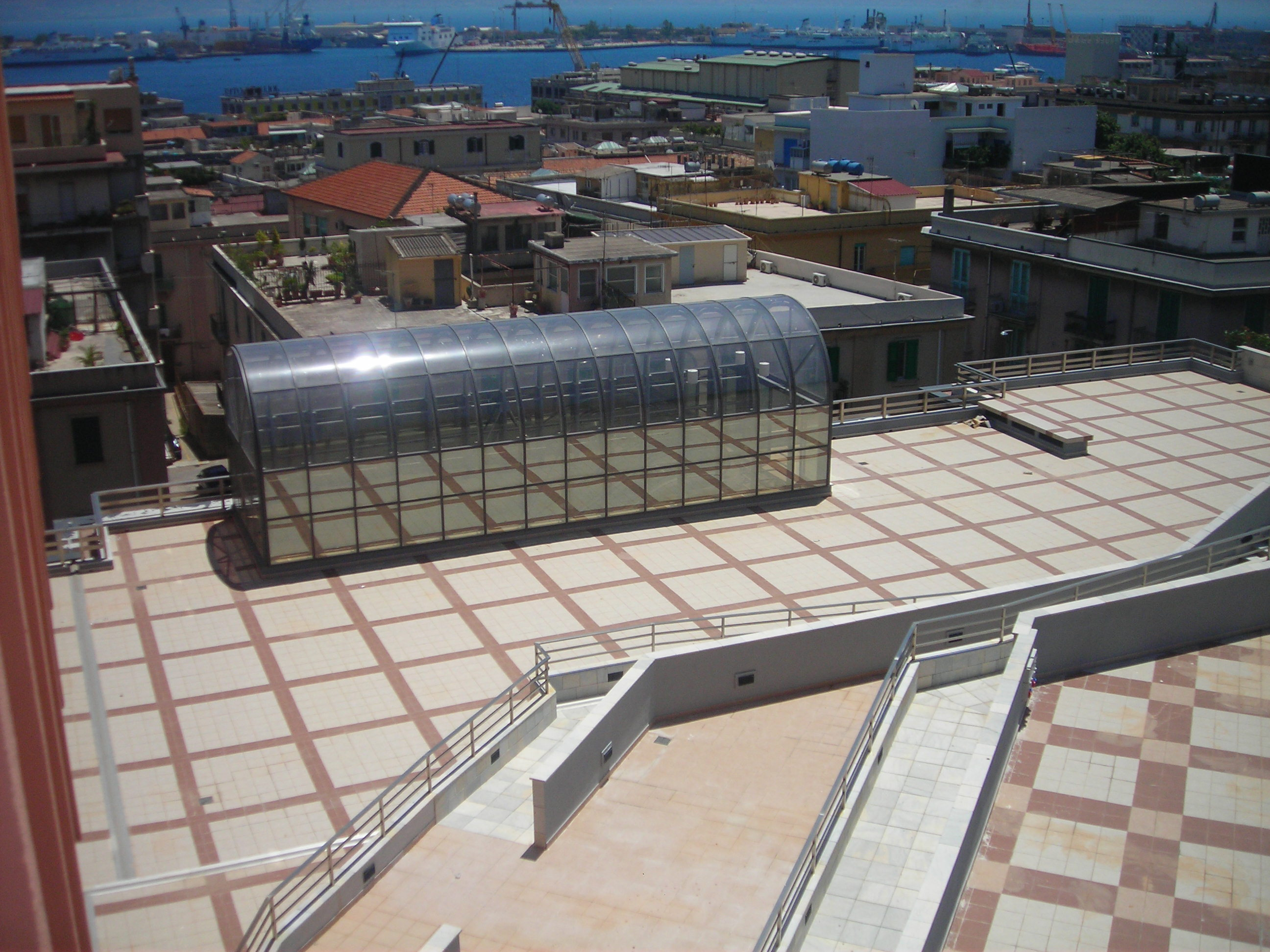
Lo sfondo del porto di Messina